# Recarei (Paredes)
Recarei es una freguesia portuguesa del concelho de Paredes, con 14,9 km² de superficie y 4.686 habitantes (2001). Su densidad de población es de 314 hab/km².